# 大紫
大紫（だいし）は、648年から685年まで日本で用いられた冠位である。上から数えて5番目で、小繡あるいは小縫の下、小紫の上にあたる。

## 概要
大化3年（647年）の七色十三階冠で設けられた。大紫とそのすぐ下の小紫がかぶった紫冠は、織で縁取りし、金銀の鈿で飾ったものである。服の色は浅紫を用いさせた。翌年4月1日に古い冠を止め、この新しい制度に移行した。
13階中5階という順位は中程度に見えるが、紫冠は旧冠位十二階で制度の上に超越した大臣の冠である。小紫以上の6階が大臣級で、該当者ごくわずかという形で導入された。その後の改正で、大化5年（649年）2月に冠位十九階の5階目、天智天皇3年（664年）2月に冠位二十六階の5階目になった。下の冠位は小紫でかわりないが、上は天智天皇3年（664年）2月を境に小繡から小縫に変わった。

## 叙位された人物
『日本書紀』に出てくる人物では、大化5年（649年）4月20日に左大臣となった巨勢徳多（徳陀古）と、同じく右大臣になった大伴長徳が、同日に小紫から大紫になった。両人の大紫より高い冠位を持つ者はこの時点でなく、徳多は後に大繡になったが、長徳は大紫のまま死んだ。続いては、天智天皇3年（664年）5月に亡くなった蘇我連子が大紫で、連子も大臣だったと考えられている。
さらに、巨勢人が大雲という位だったとする記事が『続日本紀』にある。大雲は他に見えない冠位で、これを大紫の誤りとする説がある。大紫になったのがいつかは不明だが、巨勢人は天智天皇10年（671年）1月2日に大錦下であり、5日に御史大夫に任命された。その同じ5日に大錦上の中臣金が御史大夫より上の左大臣に任命されたので、人が大紫になったのはそれより後、かつ翌年7月に壬申の乱に敗れて流刑になる前となろう。しかし大雲を不明のままにして大紫にあてない説もある。
天武天皇は大臣を置かなかったが、壬申の乱で功績を立てた者に、死後大紫や小紫の位を贈った。彼らは生前の地位はさして引き上げられず、死後に贈位によって顕彰されたのである。
大紫か小紫か不明だが、奈良県で出土した金銅威奈真人大村骨蔵器に刻まれた墓誌には、威奈大村の父の鏡公が紫冠であったことが記されている。
- 巨勢徳陀古（巨勢徳多） - 大化5年（649年）4月20日叙位。前は小紫。[12]
- 大伴長徳 - 大化5年（649年）4月20日叙位 - 没時。前は小紫。[12]
- 蘇我連子 - 天智天皇3年（664年）5月没時。[13]
- 巨勢比登（巨勢人） - 天智天皇10年（671年）1月5日以降叙位 - 天武天皇元年（672年）流刑[14]。
- 韋那高見 - 天武天皇元年（672年）12月没時。[15]
- 紀阿閇麻呂 - 天武天皇3年（674年）2月28日贈位。[16]
- 物部雄君 - 天武天皇5年（676年）6月贈位。内位。[17]
- 坂田雷 - 天武天皇5年（676年）9月。贈位。[18]
- 星川麻呂 - 天武天皇9年（680年）5月27日贈位。生前は小錦中。[19]
- 膳摩漏 - 天武天皇11年（682年）7月21日贈位。[20]
- 大伴望多（大伴馬来田） - 天武天皇12年（683年）6月3日贈位[21]。内位[22]。